# Paul Steiner
Paul Steiner (Waldbrunn, 1957. január 23. –) világbajnok német labdarúgó, hátvéd.

## Pályafutása

### Klubcsapatban
A TSV Strümpfelbrunn csapatában kezdte a labdarúgást. 1975 és 1979 között a másodosztályú Waldhof Mannheim labdarúgója volt. 1979 és 1981 között az MSV Duisburg csapatát erősítette. 1981 és 1991 között az 1. FC Köln színeiben töltötte pályafutása legsikeresebb idényeit. 1979 és 1991 között 349 élvonalbeli mérkőzésen 27 gólt szerzett. 1991-es visszavonulása után játékosmegfigyelőként dolgozott.

### A válogatottban
1990. május 30-án egy alkalommal szerepelt a nyugatnémet válogatottban a Dánia elleni barátságos találkozón. Tagja volt az 1990-es világbajnok csapatnak Olaszországban. 1983-ban kétszer szerepelt az U21-es válogatottban és egy gólt szerzett. 1987-ben két alkalommal az olimpiai válogatottban játszott.

## Sikerei, díjai
NSZK
- Világbajnokság
  - világbajnok: 1990, Olaszország

 1. FC Köln
- Nyugatnémet bajnokság (Bundesliga)
  - 2.: 1981–82, 1988–89, 1989–90
  - 3.: 1984–85, 1987–88
- Nyugatnémet kupa (DFB-Pokal)
  - győztes: 1983
  - döntős: 1991
- UEFA-kupa
  - döntős: 1985–86